# ハリー・ナイキスト
ハリー・ナイキスト（英語: Harry Nyquist）ことハリー・テオドール・ニュークヴィスト（スウェーデン語: Harry Theodor Nyqvist, 1889年2月7日 - 1976年4月4日）は、スウェーデン生まれの物理学者で自動制御理論および情報理論の発展に貢献した。

## 経歴
スウェーデン・ヴェルムランド地方ヴェルムランド県シール市のNilsbyに生れた。1907年に一家でアメリカ合衆国に移住して帰化した。ノースダコタ大学とイェール大学で学んだ後、1917年から1934年までAT&T研究所に勤め、その後ベル研究所に移った。
ベル研究所では熱雑音、フィードバック増幅器の安定性などの研究を行った。ナイキストが研究した雑音は、同じくベル研究所で熱雑音の研究に取り組んだジョン・バートランド・ジョンソンに因み、ジョンソン-ナイキスト雑音と呼ばれる。
情報の伝送に必要な帯域の決定に関する理論は Certain factors affecting telegraph speed として発表され、これは後にクロード・シャノンによって発展させられる情報理論の基になった。
1927年にナイキストはアナログ信号をデジタルサンプリングして、再現するのにアナログ信号の周波数の 2 倍が必要であることを Telegraph Transmission Theory の中で示した。ナイキスト-シャノンの標本化定理と呼ばれる。
1960年にIRE栄誉賞（IEEE栄誉賞の前身）、スチュアート・バレンタイン・メダルを受賞。
晩年はテキサス州で隠居し、1976年にハーリンジンで死去した。